# Sileo S12
Der Sileo S12 ist ein zwölf Meter langer, rein elektrisch betriebener Batterie-Linienbus in Niederflurbauweise des deutsch-türkischen Omnibusherstellers Sileo.

## Technik und Ausstattung
Der Antrieb erfolgt über eine Elektroportalachse mit zwei wassergekühlten Asynchronmotoren (je 120 kW) vom Zulieferer ZF Friedrichshafen (ZF AVE 130). Von ZF stammen außerdem die Vorderachse (ZF RL 82 EC Rigid Portal) und das Lenksystem (ZF 8098 Servocom).
In der Dachkonstruktion des Fahrzeugs ist die Traktionsbatterie untergebracht, wobei standardmäßig eine Lithium-Eisenphosphat-Batterie mit einer Kapazität von 230 kWh zum Einsatz kommt. Laut Hersteller ist damit eine Reichweite von 230 bis 300 km möglich. Die Batterie besteht aus 340 einzelnen überwachten und geregelten Zellen (Single-Cell-Loading, SCL). Der Bus kann je nach Anschlussleistung mit einer Ladeleistung von 4 bis 100 kW geladen werden.
Je nach Bedarf kann der Bus mit zwei oder drei Fahrgast-Doppeltüren geliefert werden.

## Einsatzorte
Im Zuge der Erprobung neuer Fahrzeugkonzepte im öffentlichen Personennahverkehr wurde das Fahrzeug 2015 testweise bei mehreren Verkehrsunternehmen eingesetzt, unter anderem in Bonn, Aachen, Hannover und Ludwigsburg.

### Aalen
Der Omnibus-Verkehr Aalen (OVA) hat einen Sileo S12 mit dem Kennzeichen AA-OV 840 in Betrieb genommen und ihn am 22. Dezember 2016 auf dem Bahnhofsvorplatz in Aalen der Öffentlichkeit vorgestellt.

### Bonn
Im Juli 2015 wurde mit der SWB Bus und Bahn der erste Auftrag über die Lieferung von sechs Bussen vom Typ Sileo S12 vereinbart.  Sie sollen ab Anfang 2016 im Rahmen des von der Europäischen Union geförderten Projekts ZeEUS (Zero Emission Urban Bus Systems) eingesetzt werden. Ende Januar 2016 wurden die ersten beiden Busse ausgeliefert, die zunächst für Testfahrten (Fahrerschulungen) genutzt wurden. Seit Ende April befanden sich alle sechs Busse im Linieneinsatz. Aufgrund von Mängeln wurden jedoch im Verlauf alle Busse nach dem im Sommer 2018 erfolgten Ende des Förderprojektes relativ zeitnah wieder zurückgegeben.

### Bremen
Am 17. Mai 2016 wurde ein Sileo S12 an die Bremer Straßenbahn AG (BSAG) ausgeliefert. Er bekam das Kennzeichen HB-ZO 28 und hat die Wagen-Nr. 4028 erhalten.
Seit dem 18. Juli 2016 ist das Fahrzeug im Linieneinsatz und wird auf den Linien 29/52 eingesetzt.

### Lübeck
Die Lübeck-Travemünder Verkehrsgesellschaft (LVG) und Stadtverkehr Lübeck GmbH (SL) haben je einen Sileo S12 bekommen.
Der Stadtverkehr Lübeck hat seine beiden Elektrobusse im Juni 2019 vorläufig stillgelegt.

### Salzgitter
Nach einer europaweiten Ausschreibung wurden zum Jahresende 2016 unter anderem zwei Elektrofahrzeuge des Typs Sileo S12 an die KVG Braunschweig ausgeliefert, die seit Februar 2017 in Betrieb sind.

### Sylt
Die Sylter Verkehrsgesellschaft (SVG) hat am 17. Oktober 2016 einen Sileo S12 in Betrieb genommen. Der Bus ist der erste im regulären Linienbetrieb verkehrende Elektrobus in Schleswig-Holstein und hat das Kennzeichen NF-SV 216 erhalten. Von den Anschaffungskosten von ca. 500.000 Euro wurden 135.550 Euro vom Bundesministerium für Verkehr und digitale Infrastruktur übernommen.

### Trier
Die Stadtwerke Trier (SWT) haben im Dezember 2018 einen Sileo S12 der neuen Generation bekommen, der auf der Linie 5 zum Einsatz kommen sollte. Zwei weitere Sileo S12 wurden im ersten Halbjahr 2019 ausgeliefert. Aufgrund eines Fahrverbots für Sileo-S12-Fahrzeuge sind die Busse der SWT zurzeit nicht im Einsatz. Die SWT wollen die Fahrzeuge zurückgeben und aus dem Kaufvertrag aussteigen.